# Cultura di Palma Campania
La cultura di Palma Campania è una cultura preistorica risalente all'età del bronzo (fine del III millennio a.C.) o, secondo gli studiosi, affine a precedenti civiltà dell'età del rame, in particolare a quella di Laterza o a quelle elladiche ed egee, stanziatesi nella zona tirrenica, in particolare a Palma Campania (comune nei pressi di Napoli), dove avvennero i primi rinvenimenti archeologici.

## Storia
La facies si sviluppò durante una fase climatica dell'Olocene, durante la quale il territorio era caratterizzato da una forte attività solare, da un abbassamento del livello delle acque e da un clima caldo, che incoraggiarono la nascita di piccoli villaggi, spesso collegati tra loro da strade in terra battuta, percorse da carri e terre coltivate.
Le attività principali degli antichi uomini erano l'agricoltura, l'allevamento, la caccia, la frutticoltura, l'artigianato, in particolare di oggetti in metallo fusi nei forni, la filatura e la tessitura.

## Scavi archeologici
L'insediamento di Palma Campania fu scoperto nel 1972 durante i lavori di costruzione dell'autostrada Caserta-Salerno, dove furono rinvenuti i resti di una capanna, ricoperta da una coltre piroclastica e risalente al 2000 a.C. o poco dopo l'eruzione delle pomici di Avellino, contenente reperti archeologici come: vasi in ceramica d'impasto decorati (circa 130), in buono stato di conservazione con superfici esterne lisciate, steccate, lucidate e opache, tazze (circa 80), sostegni a clessidra, brocche, boccali, scodelle e grandi contenitori.
Oltre al villaggio in Palma Campania, sono stati ritrovati siti archeologici anche a Nola-Croce del Papa, ad Afragola (villaggio del bronzo antico di Afragola), nella valle del Sarno (Longola di Poggiomarino), e, inoltre, anche campi coltivati, recinti, viottoli, piste con orme di animali e con rotaie di carri, due ritrovamenti ad Avella, un'ascia, una tazza, ritrovamenti a Frignano, 17 asce contenute in un'olla ovoide d'impasto e, infine, ritrovamenti a Salerno (Oliva Torricella, Picarielli, Ostaglio), a Saviano, a Gricignano di Aversa, a Pratola Serra e a Battipaglia.